# Tele Antillas
HIJB - Tele Antillas Canal 2 é um canal de televisão criado em Santo Domingo, na República Dominicana. Ele Cobre todo o territorio dominicano através do canal 2. Originalmente, a zona sul e capital sintonizavam o canal 2, enquanto a zona norte do país o recebia através do canal 13. Durante os anos noventa, esta emissora repetia seu sinal através do canal 21 da TV-à-cabo local da capital.

## História
Em 1978, Don German E. Ornes, presidente do periódico El Caribe, inicia o projeto de lançar um canal de frequência VHF, ao qual chamaria Tele Antillas. A construção foi realizada em um amplo terreno ao lado da Editora El Caribe. Era agosto de 1979, e Tele Antillas estava pronto para ser lançado. Porém, no final desse mês, o país foi devastado pelo Furacão David, o que obrigou a adiar o lançamento do edifício da emissora. No final das contas, Tele Antillas foi lançada em 15 de outubro de 1979.
Seu lançamento foi um boom na televisão dominicana. Era o canal mais moderno de sua época. Tele Antillas foi pioneira no uso de Áudio Estéreo e no uso do Teleprompter, que marco a época na televisão dominicana. Além do que, foi um dos canais que introduziu uma programação baseada quase totalmente em produções internacionais, que inclui novelas, séries, filmes, desenhos animados entre outros. Apesar disso, se produziram e segue sendo produzidos vários programas locais para toda a família. Durante os anos noventa, a emissora foi adquirida pelo Grupo Corripio, o mesmo dono do Telesistema 11, e o canal foi relançado desde então, com una nova programação. Importantes eventos internacionais do mundo dos espetáculos como os premios Óscar, Emmys, alguns de grande importância a nível latino-americano como el Festival Internacional de la Canción de Viña del Mar e otros, são vistos no país através do Tele Antillas Canal 2. Um dos primeiros canais a introduzir as produções Brasileiras no país, criando o famoso horário das 10 da noite com novelas como Dona Beija, Xica da Silva, entre outras. Em 2004 a emissora renovou seu logotipo, e novamente em 2011, teve uma pequena modificação no desenho do logotipo.

## Ligações Externas
- http://www.tele-antillas.tv/